# 柯氏廣頭地渦蟲
柯氏廣頭地渦蟲是一种廣泛分布的大型掠食性渦蟲。由于它的半月形头，它有时被称为「笄蛭渦蟲」、「双髻扁形虫」或「鎚頭渦蟲」，但这个名字也被用来稱呼其他廣頭地渦蟲科的物种。

## 簡介

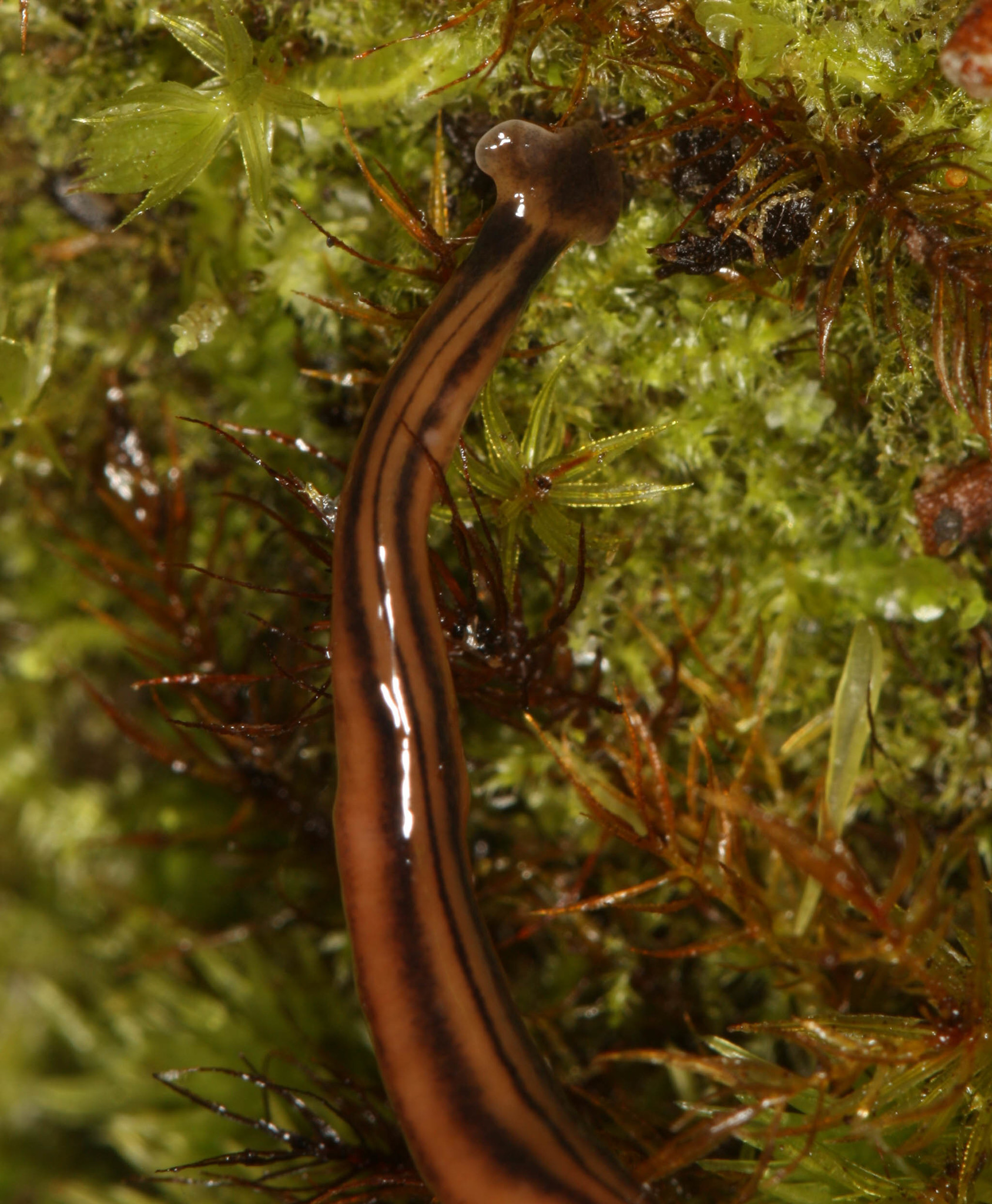
柯氏廣頭地渦蟲的頭部照片

柯氏廣頭地渦蟲是一種體型非常长的陆生涡虫。 标本中有體長达到20公分长者， 但實際上還可以更长。柯氏廣頭地渦蟲頭部為半圓形，呈淡紫褐色，具有一對耳形突，頸上有一對狹窄的深色橫斑，背部具5條縱線（1條位於背部中間，2條位於側邊，2條位於邊緣），腹部亦有兩條縱線。

## 分布
柯氏廣頭地渦蟲原产于东南亚，但目前已分布於全世界。散播的媒介可能是經藉由国际植物贸易，因为此物種经常在盆栽中发现。
此种类第一次发现是在1878年的英國英国皇家植物园（Kew Park），因此命名為 kewense。

## 食性
柯氏广头地涡虫是食肉动物，为已知的蚯蚓捕食者。它利用肌肉运动和毒素固定猎物，然后用它的咽喉将猎物与蚯蚓的身体连接起来，开始消化。消化过程似乎至少有一部分是使用一种胶原蛋白分解酶进行的体外消化。

## 毒性
柯氏廣頭地渦蟲是少数已知会产生河豚毒素的陆生无脊椎动物之一，这是一种导致瘫痪的神经毒素。这种毒素有可能帮助渦蟲制服猎物，并保护它免受掠食者的伤害。

## 生殖
雖然所有的廣頭地渦蟲都是雌雄同体，但柯氏廣頭地渦蟲很少被观察到使用有性繁殖作为主要的繁殖手段。譬如在温带地区，柯氏廣頭地渦蟲主要行斷裂生殖 。 尽管几乎没有证据表明这些涡虫有有性生殖行為，仍有在少數個案中有发现卵。 在发现的卵囊中，有几个和B.adventitium（另一種廣頭地渦蟲）的卵具有相同的特征，包括颜色和潜伏期。孵出來的後代也和B.adventitium相似。